# 三芳村 (大分県)
三芳村（みよしむら）は大分県西部、日田郡に属していた村。
現在の日田市中心部に東接する地域で、久大本線の豊後三芳駅周辺と北側一帯にあたる。

## 地理
- 河川：三隈川、中野川

## 歴史
- 1889年（明治22年）4月1日 - 町村制の施行により田島村、日高村、求来里村が合併して発足。
- 1940年（昭和15年）12月11日 - 日田町、光岡村、高瀬村、朝日村、三花村、西有田村と合併して日田市が発足。同日三芳村廃止。

## 交通

### 鉄道路線
- 日本国有鉄道
  - 久大本線
    - 豊後三芳駅